# Theophilus (cratera)
Theophilus é uma cratera de impacto lunar proeminente que fica entre Sinus Asperitatis no norte e Mare Nectaris no sudeste. Ele se intromete parcialmente na cratera Cyrillus de tamanho comparável a sudoeste. A leste está a cratera menor Mädler e mais para o sudeste está Beaumont. Possui 100 km de diâmetro e 4,4 km de profundidade. Foi nomeada em homenagem ao papa copta Teófilo I de Alexandria do século IV.

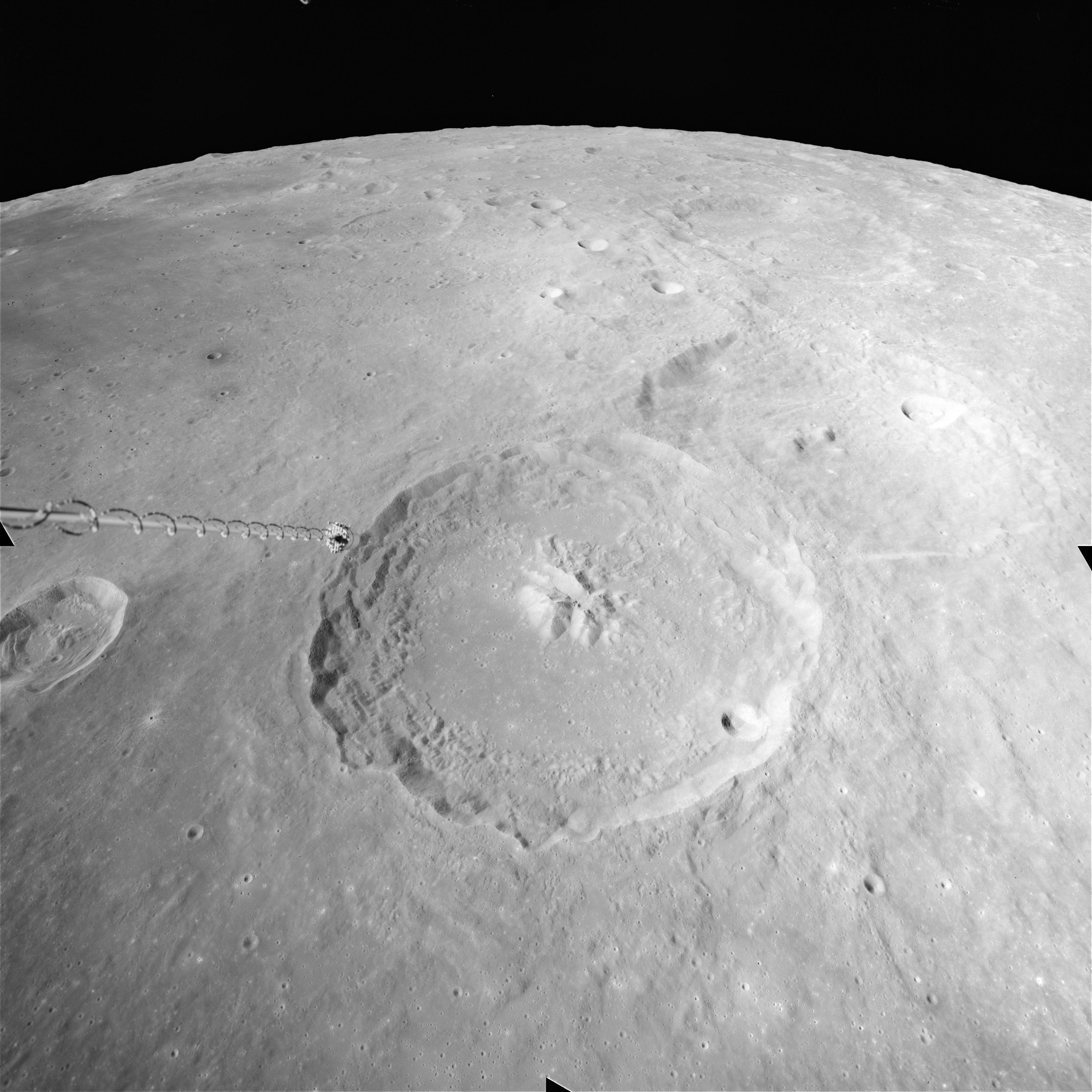
Cratera Theophilus vista da Apollo 16.